# Tyler Ruegsegger
Pour les articles homonymes, voir André Rüegsegger.
Tyler Ruegsegger (né le 19 janvier 1988 à Lakewood, Colorado aux États-Unis) est un joueur professionnel américain de hockey sur glace.

## Carrière de joueur
Après deux saisons passées à la réputée Shattuck-St. Mary's School au Minnesota, il joint les rends de l'Université de Denver. Il y passe quatre saisons complètes récoltant jusqu'à 41 points à sa dernière année d'admissibilité. Il devient ensuite professionnel, commençant la saison avec les Grizzlies de l'Utah dans l'ECHL. Après 35 parties avec les Grizzlies, il passe aux mains des Aces de l'Alaska. Il termine cette saison en remportant la Coupe Kelly. Il a aussi joué quelques parties avec le Heat d'Abbotsford dans la Ligue américaine de hockey.

## Statistiques
| Saison    | Équipe                     | Ligue   |    | Saison régulière | Saison régulière | Saison régulière | Saison régulière | Saison régulière |   | Séries éliminatoires | Séries éliminatoires | Séries éliminatoires | Séries éliminatoires | Séries éliminatoires |
| Saison    | Équipe                     | Ligue   | PJ | B                | A                | Pts              | Pun              | PJ               | B | A                    | Pts                  | Pun                  |                      |                      |
| 2004-2005 | Shattuck-St. Mary's School | High MN | 67 | 26               | 54               | 80               | 30               | -                | - | -                    | -                    | -                    |                      |                      |
| 2005-2006 | Shattuck-St. Mary's School | High MN | 60 | 38               | 51               | 89               | 70               | -                | - | -                    | -                    | -                    |                      |                      |
| 2006-2007 | Pioneers de Denver         | NCAA    | 40 | 15               | 19               | 34               | 25               | -                | - | -                    | -                    | -                    |                      |                      |
| 2007-2008 | Pioneers de Denver         | NCAA    | 31 | 10               | 12               | 22               | 39               | -                | - | -                    | -                    | -                    |                      |                      |
| 2008-2009 | Pioneers de Denver         | NCAA    | 35 | 15               | 11               | 26               | 40               | -                | - | -                    | -                    | -                    |                      |                      |
| 2009-2010 | Pioneers de Denver         | NCAA    | 41 | 16               | 25               | 41               | 30               | -                | - | -                    | -                    | -                    |                      |                      |
| 2010-2011 | Grizzlies de l'Utah        | ECHL    | 35 | 7                | 7                | 14               | 24               | -                | - | -                    | -                    | -                    |                      |                      |
| 2010-2011 | Aces de l'Alaska           | ECHL    | 23 | 9                | 6                | 15               | 16               | 13               | 4 | 4                    | 8                    | 2                    |                      |                      |
| 2010-2011 | Heat d'Abbotsford          | LAH     | 12 | 1                | 4                | 5                | 2                | -                | - | -                    | -                    | -                    |                      |                      |
| 2011-2012 | Sound Tigers de Bridgeport | LAH     | 4  | 0                | 0                | 0                | 0                | -                | - | -                    | -                    | -                    |                      |                      |
| 2011-2012 | Heat d'Abbotsford          | LAH     | 4  | 0                | 0                | 0                | 2                | -                | - | -                    | -                    | -                    |                      |                      |
| 2011-2012 | Aces de l'Alaska           | ECHL    | 47 | 13               | 12               | 25               | 31               | -                | - | -                    | -                    | -                    |                      |                      |
| 2012-2013 | Heat d'Abbotsford          | LAH     | 67 | 11               | 7                | 18               | 50               | -                | - | -                    | -                    | -                    |                      |                      |
| 2013-2014 | Bears de Hershey           | LAH     | 8  | 0                | 1                | 1                | 2                | -                | - | -                    | -                    | -                    |                      |                      |
| 2013-2014 | Royals de Reading          | ECHL    | 9  | 0                | 3                | 3                | 2                | -                | - | -                    | -                    | -                    |                      |                      |
|           |                            |         |    |                  |                  |                  |                  |                  |   |                      |                      |                      |                      |                      |
| 2016-2017 | Aces de l'Alaska           | ECHL    | 46 | 5                | 6                | 11               | 34               | -                | - | -                    | -                    | -                    |                      |                      |

## Trophées et honneurs personnels
- 2011 : remporte la Coupe Kelly de l'ECHL avec les Aces de l'Alaska